# ماريانو باروسو
ماريانو باروسو (بالإسبانية: Mariano Barroso)‏ هو كاتب سيناريو ومنتج أفلام ومخرج إسباني، ولد في 26 ديسمبر 1959 في سان خوستو ديزفيرا في إسبانيا.

## وصلات خارجية
- ماريانو باروسو على موقع IMDb (الإنجليزية)
- ماريانو باروسو على موقع ألو سيني (الفرنسية)
- ماريانو باروسو على موقع أول موفي (الإنجليزية)
- ماريانو باروسو على موقع قاعدة بيانات الأفلام السويدية (السويدية)
- ماريانو باروسو على موقع قاعدة بيانات الفيلم (الإنجليزية)
- ماريانو باروسو على موقع كينوبويسك (الروسية)